# Championnats d'Amérique du Sud d'athlétisme 1971
Navigation
Quito 1969 Santiago du Chili 1974
Les 26e championnats d'Amérique du Sud d'athlétisme ont eu lieu à Lima, au Pérou.

## Résultats

### Épreuves masculines
| Épreuves | Or                           | Or                 | Argent                     | Argent          | Bronze                     | Bronze          |
| --- | ---------------------------- | ------------------ | -------------------------- | --------------- | -------------------------- | --------------- |
| 100 mètres | Félix Mata Venezuela         | 10 s 6             | Pedro Bassart Argentine    | 10 s 7          | Luiz da Silva Brésil       | 10 s 8          |
| 200 mètres | Fernando Acevedo Pérou       | 21 s 2             | Pedro Bassart Argentine    | 21 s 8          | Alberto Marchán Venezuela  | 21 s 9          |
| 400 mètres | Fernando Acevedo Pérou       | 46 s 4 CR          | João Francisco Brésil      | 47 s 9          | José Rabaça Brésil         | 48 s 0          |
| 800 mètres | Carlos Dalurzo Argentine     | 1 min 50 s 9       | Roberto Saltona Chili      | 1 min 51 s 6    | Fernando Sotomayor Chili   | 1 min 51 s 6    |
| 1 500 mètres | Víctor Ríos Chili            | 3 min 48 s 6       | Roberto Salmona Chili      | 3 min 48 s 9    | Atílio Alegre Brésil       | 3 min 49 s 5    |
| 5 000 mètres | Edmundo Warnke Chili         | 14 min 07 s 6 CR   | Víctor Mora Colombie       | 14 min 08 s 8   | Domingo Tibaduiza Colombie | 14 min 15 s 4   |
| 10 000 mètres | Edmundo Warnke Chili         | 29 min 14 s 6 CR   | Víctor Mora Colombie       | 29 min 17 s 6   | Domingo Tibaduiza Colombie | 29 min 24 s 8   |
| Marathon | Martín Pavón Colombie        | 2 h 26 min 11 s CR | Hernán Barreneche Colombie | 2 h 32 min 20 s | Edmundo Warnke Chili       | 2 h 34 min 31 s |
| 3000 mètres steeple | Víctor Mora Colombie         | 9:03 s 8           | Francisco Vega Pérou       | 9:17 s 8        | Fernando Sotomayor Chili   | 9:19 s 6        |
| 110 mètres haies | Enrique Rendón Venezuela     | 14 s 8             | Alfredo Deza Pérou         | 14 s 8          | Patricio Saavedra Chili    | 14 s 8          |
| 400 mètres haies | Juan Carlos Dyrzka Argentine | 52 s 4             | Dorival Negrisoli Brésil   | 53 s 0          | Eduardo Rodrigues Brésil   | 53 s 2          |
| Saut en hauteur | Luis Barrionuevo Argentine   | 2,05 m CR          | Roberto Abugattás Pérou    | 2,05 m          | José Dalmastro Argentine   | 2,00 m          |
| Saut à la perche | Erico Barney Argentine       | 4,50 m CR          | Fernando Hoces Chili       | 4,20 m          | Armando Chiamulera Brésil  | 4,20 m          |
| Saut en longueur | Miguel Zapata Chili          | 7,41 m             | Luiz de Souza Brésil       | 7,34 m          | Ricardo Labalta Argentine  | 7,30 m          |
| Triple saut | Nelson Prudêncio Brésil      | 15,58 m            | Manuel Gutiérrez Colombie  | 14,94 m         | Roberto dos Santos Uruguay | 14,75 m         |
| Lancer du poids | José Jacques Brésil          | 16,85 m            | Juan Turri Argentine       | 15,73 m         | Mario Peretti Argentine    | 15,63 m         |
| Lancer du disque | Sérgio Thomé Brésil          | 53,82 m            | José Jacques Brésil        | 53,14 m         | Gustavo Gutiérrez Colombie | 47,78 m         |
| Lancer du marteau | José Vallejo Argentine       | 62,82 m CR         | Darwin Piñeyrúa Uruguay    | 61,36 m         | Celso de Moraes Brésil     | 57,74 m         |
| Lancer du javelot | Paulo de Faría Brésil        | 69,68 m            | Gustavo Gutiérrez Colombie | 65,90 m         | Jorge Peña Chili           | 64,72 m         |
| Décathlon | Héctor Thomas Venezuela      | 6 880 pts          | Ramón Montezuma Venezuela  | 6 662 pts       | Emilio Mazzeo Argentine    | 6 656 pts       |
| Relais 4 × 100 mètres | Brésil                       | 40 s 7             | Venezuela                  | 40 s 9          | Pérou                      | 41 s 2          |
| Relais 4 × 400 mètres | Venezuela                    | 3 min 14 s 8       | Argentine                  | 3 min 15 s 8    | Brésil                     | 3 min 16 s 1    |
| Records et Performances - AR : Record continental (area record) - CR : Record des championnats (championship record) - MR : Record du meeting (meet record) - NR : Record national (national record) - OR : Record olympique (olympic record) - PR : Record paralympique (paralympic record) - PB : Record personnel (personal best) - SB : Meilleure performance personnelle de la saison (season's best) - WL : Meilleure performance mondiale de l'année (world leader) - WJR : Record du monde junior (world junior record) - WR : Record du monde (world record) Circonstances et Conditions - DNF : N'a pas terminé (did not finish) - DNS : N'a pas pris le départ (did not start) - DQ : Disqualification (disqualification) - NM : Aucun essai valable enregistré (No Mark) - Q : Qualifié « directement » au prochain tour (ou à la prochaine compétition), lors d'une compétition majeure, grâce au classement ou à la réalisation des minima (automatic qualifier) - q : Qualifié au prochain tour (ou à la prochaine compétition), lors d'une compétition majeure, grâce au repêchage ou à la réalisation de l'une des meilleures performances parmi celles des « non qualifiés directement » (grâce au meilleur temps ou à la meilleure distance par exemple) (secondary qualifier) |                              |                    |                            |                 |                            |                 |

### Épreuves féminines
| Épreuves | Or                            | Or              | Argent                    | Argent       | Bronze                       | Bronze       |
| --- | ----------------------------- | --------------- | ------------------------- | ------------ | ---------------------------- | ------------ |
| 100 mètres | María Luisa Vilca Pérou       | 12 s 0          | Irene Fitzner Argentine   | 12 s 3       | Josefa Vicent Uruguay        | 12 s 3       |
| 200 mètres | Josefa Vicent Uruguay         | 24 s 4          | Elsy Rivas Colombie       | 24 s 5       | Ángela Godoy Argentine       | 24 s 6       |
| 400 mètres | Josefa Vicent Uruguay         | 54 s 9 CR       | Elsy Rivas Colombie       | 56 s 9       | Cristina Filgueira Argentine | 57 s 1       |
| 800 mètres | Gloria González Chili         | 2 min 12 s 1 CR | Carmen Oyé Chili          | 2 min 13 s 3 | Iris Fernández Argentine     | 2 min 13 s 5 |
| 100 mètres haies | Emilia Dyrzka Argentine       | 14 s 3 CR       | Liliana Cragno Argentine  | 14 s 6       | Valdea Chagas Brésil         | 14 s 7       |
| Saut en hauteur | Jurema da Silva Brésil        | 1,65 m          | Maria da Conceição Brésil | 1,65 m       | Ana María Estrada Argentine  | 1,60 m       |
| Saut en longueur | Silvia Kinzel Chili           | 5,83 m          | Ana Desevici Uruguay      | 5,72 m       | Edith Noeding Pérou          | 5,58 m       |
| Lancer du poids | Rosa Molina Chili             | 14,66 m CR      | Maria Boso Brésil         | 13,64 m      | Delia Vera Pérou             | 12,83 m      |
| Lancer du disque | Odete Domingos Brésil         | 46,72 m CR      | Isolina Vergara Colombie  | 45,67 m      | Maria Boso Brésil            | 42,19 m      |
| Lancer du javelot | Ana María Campillay Argentine | 43,92 m         | Kiyomi Nakagawa Brésil    | 42,42 m      | Rosa Molina Chili            | 42,32 m      |
| Pentathlon | Aída dos Santos Brésil        | 3 716 pts       | Edith Noeding Pérou       | 3 635 pts    | María Luisa Vilca Pérou      | 3 581 pts    |
| Relais 4 × 100 mètres | Argentine                     | 46 s 7          | Pérou                     | 47 s 6       | Uruguay                      | 48 s 2       |
| Records et Performances - AR : Record continental (area record) - CR : Record des championnats (championship record) - MR : Record du meeting (meet record) - NR : Record national (national record) - OR : Record olympique (olympic record) - PR : Record paralympique (paralympic record) - PB : Record personnel (personal best) - SB : Meilleure performance personnelle de la saison (season's best) - WL : Meilleure performance mondiale de l'année (world leader) - WJR : Record du monde junior (world junior record) - WR : Record du monde (world record) Circonstances et Conditions - DNF : N'a pas terminé (did not finish) - DNS : N'a pas pris le départ (did not start) - DQ : Disqualification (disqualification) - NM : Aucun essai valable enregistré (No Mark) - Q : Qualifié « directement » au prochain tour (ou à la prochaine compétition), lors d'une compétition majeure, grâce au classement ou à la réalisation des minima (automatic qualifier) - q : Qualifié au prochain tour (ou à la prochaine compétition), lors d'une compétition majeure, grâce au repêchage ou à la réalisation de l'une des meilleures performances parmi celles des « non qualifiés directement » (grâce au meilleur temps ou à la meilleure distance par exemple) (secondary qualifier) |                               |                 |                           |              |                              |              |

## Tableau des médailles
| Rang | Nation    | Or | Argent | Bronze | Total |
| ---- | --------- | -- | ------ | ------ | ----- |
| 1    | Brésil    | 8  | 7      | 9      | 24    |
| 2    | Argentine | 8  | 6      | 8      | 22    |
| 3    | Chili     | 7  | 4      | 6      | 17    |
| 4    | Venezuela | 4  | 2      | 1      | 7     |
| 5    | Pérou     | 3  | 5      | 4      | 12    |
| 6    | Colombie  | 2  | 8      | 3      | 13    |
| 7    | Uruguay   | 2  | 2      | 3      | 7     |